# Сассо-Корбаро
Сассо-Корбаро (итал. Sasso Corbaro) — замок в Беллинцоне, известный также с 1506 года как Замок Унтервальден (Unterwalden) и Замок Святой Варвары с 1818 года, находится примерно в 600 м к юго-востоку от города на скалистом холме. В отличие от двух других замков Беллинцоны, Сассо-Корбаро не соединяется стенами с городскими укреплениями. Первые постройки замка с северо-восточной башней были возведены в 1478 году, чтобы закрыть пробел в укреплениях города. В 1479 году в башне был размещён небольшой гарнизон. В мирное время башня использовалась как тюрьма. Юго-западные стены и башня были возведены позже. В XVI—XVII веках замок неоднократно страдал от пожаров, вызванных попаданием молний, и к 1900 году пришёл в запустение.
Замок имеет размеры 25 на 25 м, укрепления замка образуют крепостные стены (восточная стена толщиной 1,8 м, другие стены — приблизительно 1 м) с квадратными башнями в северо-восточном и юго-западном углах. Все стены имеют раздвоенные зубцы. Вход во внутренний двор замка расположен в конце западной стены. В двух зданиях с остроконечными крышами у южной и западной стен замка ранее размещались жилые помещения. В восточной части внутреннего двора находилась часовня.